# 冠二郎
冠二郎（日语：／ Kanmuri Jirō，1944年4月23日—2024年1月1日）是日本的演歌歌手，出生於埼玉縣秩父市，本名堀口義弘。埼玉縣秩父市出身。埼玉縣立秩父高等學校畢業。成名曲「炎」大受歡迎，由此稱作「新演歌」、「J-Enka」、「動作派演歌」的旗手和眼睛。

## 來歷・人物
- 拜作詞家三浦康照為師後，1967年以「一個生命」（命ひとつ）出道。可是初次亮相之後，十年都無法留下深刻印象，1977年總算以「旅程終點」（旅の終りに）初嚐走紅滋味，但是一直給人以「質樸歌手」的形象，屬於艱苦奮鬥的時期。
- 到了1992年，推出了「炎」（作詞：三浦康照、作曲：和田香苗）這首歌曲，才以結合了演歌與流行歌曲的精髓以及誇張的舞臺動作，受人矚目地改變「演歌」的印象，也受到年輕人的支持。再者，冠自身的獨特角色也為人喜愛，在TBS廣播「Kosakin DE Wow!」和朝日系「Nainaina」（ナイナイナ）里的出演也博得好評。不斷推出「武藏」（ムサシ）、「維京」（バイキング）和「新演歌」（ネオ演歌）等作品。
- 改變他的印象的新演歌系列，因為和田香苗的死去受到頓挫，以後重新回到「純演歌」（ど演歌）路線。
- 儘管不再嘗試新演歌路線，仍推出一系列以連鎖大眾化居酒屋「醉虎傳」為名的歌曲，也有「望樓的盡頭」（望楼の果て）、「燎原之狼」（燎原の狼）等的傳記性演歌，作為演歌歌手的異例，出演特攝電視節目『燃燒吧!!小露寶』（燃えろ!!ロボコン）的片尾曲「唱吧拯救世界!!」，持續發表著獨特的作品，在保守的流行歌曲界更確立了獨特的中堅地位。
- 2005年時，伴隨著通信卡拉OK系統DAM的機型改良，同一機種發出的代表曲（「炎」等）背景影像里，冠本人出演的影像也被大量採用。
- 2009年與演員藤原龍也、落語家林家大平、THE ALFEE的櫻井賢們一同被任命為秩父市的觀光大使。
- 2016年3月31日與小31歲的女性登記結婚。同年5月26日於大宮八幡宮舉行婚禮。
- 2024年1月1日因心臟衰竭逝於埼玉縣的病院。享年79歲。訃報於同年1月11日由所屬唱片公司（日本古倫美亞）發佈。

## 作品（單曲）
1. 一個生命（命ひとつ 作詞：四条宏美／作曲：石中仁人／編曲：石中仁人 1967年11月）
2. 海歸去來兮（海へ帰ろう 作詞：森本涼史／作曲：ひろせあきら／編曲：武田かほる 1968年4月）
3. 生命的女人（命の女 作詞：方城由美子／作曲：吉田正／編曲：吉田正 1968年11月）
4. 出世太鼓 作詞：方城由美子／作曲：吉田正／編曲：吉田正 （1969年3月）
5. 迷戀的生命（命惚れ 作詞：方城由美子／作曲：北原じゅん／編曲：北原じゅん 1969年11月）
6. 釧路起霧的第三次航班（釧路発霧の第三便 作詞：方城由美子／作曲：方城由美子／編曲：寺岡真三 1970年4月）
7. 裏街流轉歌（裏街流転歌 作詞：方城由美子／作曲：みなみらんぼ／編曲：寺岡真三 1970年10月）
8. 大演歌 作詞：四条宏美／作曲：猪俣公章／編曲：船木謙一 （1971年7月）
9. 雨中的繁華街道（雨の盛り場 作詞：四条宏美／作曲：河村利夫／編曲：河村利夫 1972年7月）
10. 寂寞女人的歌（淋しい女の唄 作詞：山口洋子／作曲：一ノ木優／編曲：近藤進 1973年4月）
11. 哀愁東京 作詞：宮川としを／作曲：宮川としを／編曲：船木謙一 （1973年11月）
12. 玄海離別歌（玄海別れ唄 作詞：瀧龍二／作曲：千葉毅／編曲：船木謙一 1974年7月）
13. 忘卻之旅（忘却の旅 作詞：宮川としお／作曲：宮川としお／編曲：船木謙一 1975年3月）
14. 港戀燈（港恋灯り 作詞：三浦康照／作曲：川口真／編曲：龍崎孝路 1976年6月）
15. 霧鄉町（霧ふる町 作詞：三浦康照／作曲：川口真／編曲：龍崎孝路 1976年12月）
16. 可以哭泣的喲（泣いてもいいよ 作詞：三浦康照／作曲：遠藤實／編曲：齊藤恒夫 1977年4月）
17. 旅程終點（旅の終りに 作詞：立原岬／作曲：菊地俊輔／編曲：菊地俊輔 1977年11月）
18. 亞樹子（亜樹子 作詞：三浦康照／作曲：三原一乃／編曲：竹村次郎 1978年6月）
19. 望鄉物語（望郷物語 作詞：五木寛之／作曲：立原岬／編曲：小笠原京 1978年11月）
20. 夫婦春秋 作詞：關澤新一／作曲：市川昭介／編曲：佐佐木治 （1979年4月）
21. 一個人的北國（ひとり北国 作詞：鳥井實／作曲：朴椿石／編曲：佐佐木治 1979年10月）
22. 流浪歌 作詞：吉田旺／作曲：德久廣司／編曲：齊藤恒夫 （1980年4月）
23. 你的戀燈（あなたの恋灯り 作詞：三浦康照／作曲：岩本健介／編曲：齊藤恒夫 1981年3月）
24. 你是男人吧（あなたは男でしょう 作詞：野崎秀孝／作曲：稻澤祐介／編曲：齊藤恒夫 （1981年10月）
25. 氣量船（度胸船 作詞：三浦康照／作曲：船村徹／編曲：丸山雅仁 （1982年7月）
26. 迷戀酒（みれん酒 作詞：三浦康照／作曲：市川昭介／編曲：佐伯亮 （1983年2月）
27. 命運舟（さだめ舟 作詞：三浦康照／作曲：市川昭介／編曲：佐伯亮 （1984年4月）
28. 男人的搖籃曲（男の子守唄 作詞：三浦康照／作曲：市川昭介／編曲：池多孝春 （1985年3月）
29. 親孝行音頭 作詞：笹川良一／作曲：中山大三郎／編曲：池多孝春，中山大三郎 （1985年10月）
30. 演歌人生 作詞：鳥井實／作曲：花笠薫／編曲：池多孝春 （1986年1月）
31. 餞 作詞：三浦康照／作曲：深谷昭／編曲：池多孝春 （1986年8月）
32. 北海暴走節（北海あばれ節 作詞：三浦康照／作曲：市川昭介／編曲：佐伯亮 1987年6月）
33. 睡魔男肌（ねぶた男肌 作詞：三浦康照／作曲：市川昭介／編曲：佐伯亮 1988年3月）
34. 懷念酒（しのび酒 作詞：三浦康照／作曲：葉弦大／編曲：佐伯亮 1989年2月）
35. 升龍（のぼり竜 作詞：辻本茂／作曲：和田香苗／編曲：佐伯亮 1990年3月）
36. 酒場 作詞：三浦康照／作曲：葉弦大／編曲：佐伯亮 （1991年12月）
第42屆NHK紅白歌合戰歌曲
37. 溫暖（ぬくもり 作詞：三浦康照／作曲：葉弦大／編曲：佐伯亮 1992年2月）
38. 炎 作詞：三浦康照／作曲：和田香苗／編曲：前田俊明 （1992年9月）
第43屆NHK紅白歌合戰歌曲、「アイ、アイ、アイライク演歌」的一節話題
39. 武藏（ムサシ 作詞：三浦康照／作曲：和田香苗／編曲：前田俊明 1993年4月）
40. 人情酒場 作詞：三浦康照／作曲：葉弦大／編曲：佐伯亮 （1993年8月）
41. 天命 作詞：三浦康照／作曲：山口ひろし／編曲：丸山雅仁 （1994年5月）
42. 真心（まごころ 作詞：三浦康照／作曲：葉弦大／編曲：前田俊明 1995年1月）
第46屆NHK紅白歌合戰歌曲
43. 波濤万里 作詞：三浦康照／作曲：山口ひろし／編曲：南鄉達也 （1995年9月）
44. 回憶川（思い出川 作詞：三浦康照／作曲：葉弦大／編曲：佐伯亮 1995年12月）
45. 望樓的盡頭（望楼の果て 作詞：三浦康照／作曲：葉弦大／編曲：丸山雅仁 1996年8月）
46. 大文字 作詞：三浦康照／作曲：葉弦大／編曲：南鄉達也 （1997年3月）
47. 心花（こころ花 作詞：三浦康照／作曲：葉弦大／編曲：丸山雅仁 （1997年9月）
48. 維京（バイキング 作詞：三浦康照／作曲：和田香苗／編曲：前田俊明 （1998年2月）
原創影像「熱血!二代目商業街」的主題曲。另外，南夢宮的卡車竞速游戏「卡車狂走曲」里作為背景音樂收錄
49. 男人的錦（男の錦 作詞：三浦康照／作曲：和田香苗／編曲：南鄉達也 1998年6月）
50. 冠Revolution(原聲)  （1998年12月）
51. 心愛的人喲（愛しき人よ 作詞：ふくしまとまる，三浦康照(補作詞)／作曲：ふくしまとまる／編曲：南鄉達也，藤井青銅 1999年1月）
52. 呼喊太陽（太陽に叫ぼう 作詞：三浦康照／作曲：和田香苗／編曲：南鄉達也 1999年5月）
53. 兩人的棲木（ふたりの止まり木 作詞：三浦康照／作曲：葉弦大／編曲：南鄉達也 （2000年3月）
54. 大哥（兄貴 作詞：三浦康照／作曲：遠藤實／編曲：前田俊明 2000年12月）
55. 滿天星（満天の星  作詞：三浦康照／作曲：遠藤實／編曲：佐伯亮 2003年3月19日）
56. 女人的模樣（面影の女  作詞：三浦康照／作曲：遠藤實／編曲：前田俊明 2003年9月25日）
57. 輪回酒（流転酒  作詞：三浦康照／作曲：葉弦大／編曲：南鄉達也 2004年3月17日）
58. 這樣就可以了喲（これでいいんだよ  作詞：三浦康照／作曲：水森英夫／編曲：南鄉達也 2004年8月25日）
59. 微醺醉虎傳（ほろよい酔虎伝  作詞：三浦康照／作曲：水森英夫／編曲：南鄉達也 2005年6月22日）
60. 橫濱物語（横浜物語  作詞：三浦康照／作曲：葉弦大／編曲：南鄉達也 2006年3月22日）
61. Bravo醉虎傳（ブラボー酔虎伝  作詞：三浦康照／作曲：水森英夫／編曲：南鄉達也 2006年9月20日）
62. 開花結果人生航路（花も実もある人生航路  作詞：三浦康照／作曲：遠藤實／編曲：伊戸のりお 2007年2月21日）
63. 燎原的狼 ～年輕的成吉思汗～（燎原の狼 ～若き日のジンギスカン～  作詞：三浦康照／作曲：小野彩／編曲：櫻庭伸幸 2007年9月19日）
64. 我的故鄉（俺のふる里  作詞：三浦康照／作曲：葉弦大／編曲：南鄉達也 2008年3月19日）
65. 浪花醉虎傳（浪花酔虎伝  作詞：三浦康照／作曲：水森英夫／編曲：前田俊明 2008年9月3日）
66. 流冰岬（流氷岬  作詞：三浦康照／作曲：小野彩／編曲：櫻庭伸幸 2009年3月25日）
67. 居酒屋 海鷗 流逝酒（居酒屋 かもめ 流れ酒  作詞：三浦康照／作曲：葉弦大／編曲：前田俊明 2009年11月4日）

## 主要電視出演
- NHK歌謠音樂會（NHK歌謡コンサート／NHK）
- 獅子的祝您健康（ライオンのごきげんよう／富士電視）
- 忘年會日本的歌（年忘れにっぽんの歌／東京電視）
- 星期一故事劇場（月曜ミステリー劇場） 「作家櫻田桃子的冒險3・小京都・飛騨高山溫泉鄉的離奇案件! 」（作家桜田桃子の冒険3・小京都・飛騨高山温泉郷の怪事件!／2003年、TBS） - 大吾 角色

## 外部連結
- 冠二郎 （页面存档备份，存于）（日文）